# HMS Obedient (G48)
Pour les autres navires du même nom, voir HMS Obedient.
Le HMS Obedient est un destroyer de classe O en service dans la Royal Navy pendant la Seconde Guerre mondiale.
Deuxième navire de guerre britannique à porter ce nom, l'Obedient est mis sur cale le 22 mai 1940 aux chantiers navals William Denny and Brothers de Dumbarton, en Écosse. Il est lancé le 30 avril 1942 et mis en service le 30 octobre 1942, sous le commandement du lieutenant commander David Charles Kinloch.

## Historique

### Seconde Guerre mondiale
Pendant la Warship Week en 1942, le navire est adopté par la communauté civile de Lymington, au Royaume-Uni. Lors de la mise en service, l'Obedient rejoint la 17e flottille de destroyers pour servir au sein de la Home Fleet. Pendant la Seconde Guerre mondiale, le destroyer opère au sein des escortes des convois de l'Arctique en 1942 et 1944 et des convois de l'Atlantique en 1943, prenant part à la bataille de la mer de Barents en 1942.
En juin 1944, il est déployé dans la Manche pour des tâches de patrouille afin d'aider au débarquement en Normandie. En avril 1945, le navire est converti en destroyer-mouilleur de mines : il mènera ainsi des opérations de mouillage dans les approches du Nord-Ouest jusqu'à la fin de la guerre.
Il participe aux célébrations de l'anniversaire du roi à Kiel le 2 juin 1945 en compagnie du HMS Offa.

### Après-guerre
En août 1946, l'Obedient est rénové avant de participer à l'opération Deadlight, opération Alliée pour la destruction de la flotte de U-Boots de la Kriegsmarine. Il rejoint ensuite la flottille locale de Portsmouth pour être utilisé par l'école de torpilles. Le navire rejoint la réserve en octobre 1947 à Sheerness et est réaménagé en 1949. Remis en service le 17 octobre 1952, il est déployé à Portsmouth pour servir dans la flottille locale. En 1953, l'Obedient participe à la Fleet Review pour célébrer le couronnement de la reine Elizabeth II.
Après juillet 1953, il mène des missions de sauvetage air-mer lors d'opérations aériennes par des porte-avions dans la Manche. Après avoir été admis dans la flotte de réserve à Chatham en décembre de la même année, il reprend brièvement du service pour des essais en février 1956, avant de retourner en réserve. En compagnie de son sister-ship Obdurate, un projet de conversion en frégates de lutte ASM échoue et il est définitivement retiré du service à Hartlepool en 1957. Le navire est inscrit sur la liste navires à démolir en 1961 et finalement vendu à la British Iron & Steel Corporation. Remorqué, il atteint le chantier Breakers à Blyth le 19 octobre 1962 pour sa mise au rebut.